# Podsavezna nogometna liga Sisak 1962./63.
Podsavezna nogometna liga Sisak (također i kao Liga Nogometnog podsaveza Sisak) je bila liga četvrtog stupnja nogometnog prvenstva Jugoslavije u sezoni 1962./63. 
 
Sudjelovalo je 12 klubova, a prvak je bio "Radnik" iz Petrinje. 

## Ljestvica
| mj. | klub                     | ut. | pob. | ner. | por. | gol+ | gol- | bod |
| --- | ------------------------ | --- | ---- | ---- | ---- | ---- | ---- | --- |
| 1.  | Radnik Petrinja          | 22  | 15   | 2    | 5    | 77   | 33   | 32  |
| 2.  | Sloga Kostajnica         | 22  | 14   | 4    | 4    | 71   | 31   | 32  |
| 3.  | Polet Sunja              | 22  | 12   | 2    | 8    | 69   | 45   | 26  |
| 4.  | Jedinstvo Dvor           | 22  | 11   | 2    | 9    | 59   | 55   | 24  |
| 5.  | Borac Sisak              | 22  | 9    | 5    | 8    | 59   | 57   | 23  |
| 6.  | Mladost Petrinja         | 22  | 8    | 3    | 11   | 44   | 51   | 19  |
| 7.  | Ivanić (Ivanić-Grad)     | 22  | 7    | 5    | 10   | 46   | 58   | 19  |
| 8.  | Sloga Novoselec          | 22  | 7    | 5    | 10   | 34   | 57   | 19  |
| 9.  | Zmaj Novo Pračno (Sisak) | 22  | 9    | 0    | 13   | 46   | 52   | 18  |
| 10. | Dinamo Odra              | 22  | 8    | 2    | 12   | 41   | 61   | 18  |
| 11. | Moslavina Kutina         | 22  | 7    | 3    | 12   | 41   | 57   | 17  |
| 12. | Radnik Majur             | 22  | 7    | 3    | 12   | 37   | 70   | 17  |

- Kostajnica – tadašnji naziv za Hrvatsku Kostajnicu
- Novo Pračno – tada dio naselja Sisak, također nazivano i Pračno
- Odra – skraćeni naziv za naselje Odra Sisačka

## Rezultatska križaljka
| kratica | klub                     | BOR | DIN | IVA | JED | MLA | MOS | POL | RADM | RADP | SLOK | SLON | ZMAJ |
| --- | ------------------------ | --- | --- | --- | --- | --- | --- | --- | ---- | ---- | ---- | ---- | ---- |
| BOR | Borac Sisak              |     |     |     |     |     |     |     |      |      |      |      |      |
| DIN | Dinamo Odra              |     |     |     |     |     |     |     |      |      |      |      |      |
| IVA | Ivanić (Ivanić-Grad)     |     |     |     |     |     |     |     |      |      |      |      |      |
| JED | Jedinstvo Dvor           |     |     |     |     |     |     |     |      |      |      |      |      |
| MLA | Mladost Petrinja         |     |     |     |     |     |     |     |      |      |      |      |      |
| MOS | Moslavina Kutina         |     |     |     |     |     |     |     |      |      |      |      |      |
| POL | Polet Sunja              |     |     |     |     |     |     |     |      |      |      |      |      |
| RADM | Radnik Majur             |     |     |     |     |     |     |     |      |      |      |      |      |
| RADP | Radnik Petrinja          |     |     |     |     |     |     |     |      |      |      |      |      |
| SLOK | Sloga Kostajnica         |     |     |     |     |     |     |     |      |      |      |      |      |
| SLON | Sloga Novoselec          |     |     |     |     |     |     |     |      |      |      |      |      |
| ZMAJ | Zmaj Novo Pračno (Sisak) |     |     |     |     |     |     |     |      |      |      |      |      |
| |                          |     |     |     |     |     |     |     |      |      |      |      |      |
| podebljan rezultat - utakmice od 1. do 11. kola (1. utakmica između klubova) rezultat normalne debljine - utakmice od 12. do 22. kola (2. utakmica između klubova) rezultat nakošen - nije vidljiv redoslijed odigravanja međusobnih utakmica iz dostupnih izvora rezultat smanjen * - iz dostupnih izvora nije uočljiv domaćin susreta prekrižen rezultat - poništena ili brisana utakmica p - utakmica prekinuta 3:0 p.f. / 0:3 p.f. - rezultat 3:0 bez borbe n.i. - nije igrano |                          |     |     |     |     |     |     |     |      |      |      |      |      |

 Izvori: 

## Unutrašnje poveznice
- Zagrebačka zona 1962./63.